# Bob Kloppenburg

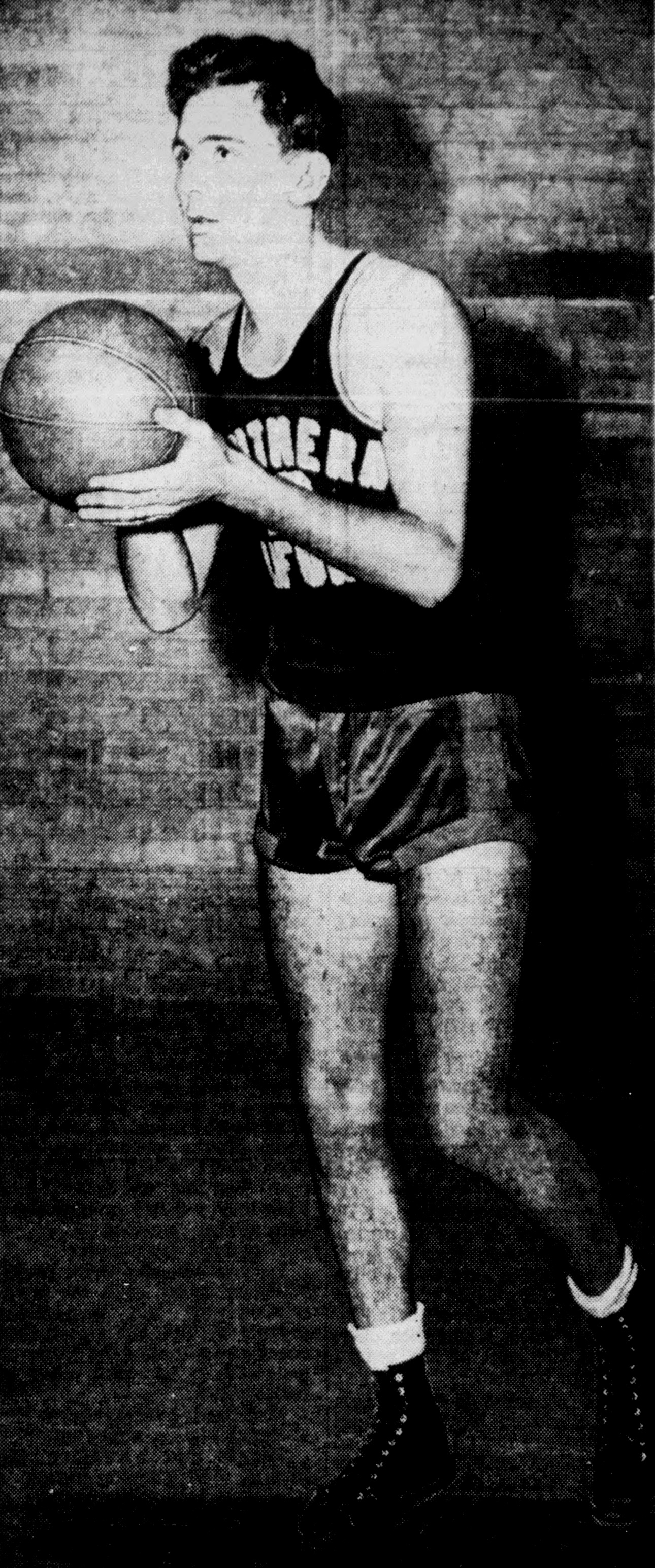
Jogador e técnico de basquete americano Bob Kloppenburg

Bob Kloppenburg é um treinador de basquete estadunidense. Começou a sua carreira como interino no Cleveland Cavaliers no início da década de 80. Kloppenburg mais tarde serviu de assistente técnico para os clubes Seattle SuperSonics, Denver Nuggets e Toronto Raptors. É também, junto com Ernie Woods, o criador do site HoopTactics.com, sobre treinamento de basquetebol.